# Jimmy Uso
Jonathan Solofa Fatu (São Francisco, 22 de agosto de 1985) é um lutador profissional americano. Atualmente, ele trabalha para a WWE, sob o nome de ringue Jimmy Uso. Ele passou a maior parte de sua carreira com seu irmão gêmeo Jey Uso como The Usos. Ele é membro da renomada família Anoaʻi do wrestling. Sua linhagem inclui seu pai Rikishi e seus tios-avôs, os Wild Samoans.
Treinado desde a infância por seu pai, membro do Hall da Fama da WWE Rikishi, Fatu estreou no então território de desenvolvimento da WWE Florida Championship Wrestling (FCW) em 2009, e lutou como Jimmy Uso ao lado de seu irmão gêmeo, Jey como The Uso Brothers, onde se tornaram Campeões de Duplas da FCW. Ele e Jey foram transferidos para o elenco principal no ano seguinte. Enquanto estavam no elenco principal, ele e Jey foram administrados por sua prima Tamina Snuka e pela esposa de Jimmy, Naomi.
Durante seu tempo como parte dos Usos, ao lado de Jey, Fatu ganhou o prêmio de deter o recorde do mais longo reinado de campeonato de duplas masculino na história da WWE, com 622 dias, o que foi conquistado em seu quinto reinado com o Campeonato de Duplas do SmackDown. Eles são oito vezes campeões de duplas na WWE, conquistando o Campeonato de Duplas do Raw três vezes e ganhando o Slammy Award de Dupla do Ano em 2014 e 2015. Em 2017, eles ganharam o Campeonato de Duplas do SmackDown em três ocasiões, seguido por um quarto reinado em 2019 e um quinto reinado em 2021. Eles são a primeira equipe a vencer os Campeonatos de Duplas do Raw e SmackDown e a primeira equipe a mantê-los simultaneamente como o Campeonato Indiscutível de Duplas da WWE.

## Início de vida
Nasceu nove minutos antes de seu irmão gêmeo, Joshua, filho dos pais Talisua Fuavai e do lutador profissional Solofa Fatu Jr. Jonathan Solofa Fatu nasceu em São Francisco, Califórnia, em 22 de agosto de 1985. Fatu é descendente de samoanos. Como filho do Hall da Fama da WWE Solofa Fatu Jr. (Rikishi), ele também faz parte da família Anoa'i.

## Carreira na luta livre profissional

### Circuito independente (2008–2009)
Jonathan fez sua estreia na luta profissional como uma dupla chamada The Samoan Soldiers com seu irmão em 12 de dezembro de 2008 no NWA Prime Time em Columbus, Geórgia. Jonathan estreou como John Fatu. Em 2009, ele e seu irmão lutaram duas vezes como dupla pela Xtreme Championship Wrestling (XCW) no Texas.

### World Wrestling Entertainment/WWE

#### Florida Championship Wrestling (2009–2010)
Jonathan, sob o nome de "Jimmy Uso", apareceu nas gravações de televisão do Florida Championship Wrestling (FCW) em 5 de novembro de 2009, acompanhando Donny Marlow ao ringue. Jimmy também apareceu em uma luta preliminar antes das gravações da FCW para a televisão em 19 de novembro, derrotando Titus O'Neil.
The Uso Brothers, com Joshua estreando como "Jules Uso", começaram 2010 derrotando os The Rotundo Brothers (Duke e Bo) no dia 14 de janeiro. Em um confronto de lutadores geracionais em 18 de fevereiro, os Rotundo Brothers se uniram a Wes Brisco para derrotar The Usos e Donny Marlow. Eles continuaram sua associação com Marlow nas gravações de televisão em 25 de fevereiro, quando ele os acompanhou até o ringue para uma vitória contra Titus O'Neil e Big E Langston. Em março, Sarona Snuka se juntou a eles, que começou a atuar como seu empresário e em 13 de março, The Usos derrotou The Fortunate Sons (Joe Hennig e Brett DiBiase) para ganhar o Campeonato de Duplas da FCW. Eles fizeram sua primeira defesa de título nas gravações de televisão de 18 de março, derrotando The Dudebusters (Trent Baretta e Caylen Croft) para reter. Eles defenderam com sucesso o campeonato contra Percy Watson e Darren Young, Hunico e Tito Nieves, Skip Sheffield e Darren Young e The Dudebusters, que derrotaram por desqualificação quando Tamina puxou o árbitro para fora do ringue para impedi-lo de contar. Em 3 de junho, os Usos perderam o Campeonato de Duplas da FCW para "Los Aviadores" (Hunico e Dos Equis).

#### Primeiros dias como The Usos (2010–2016)

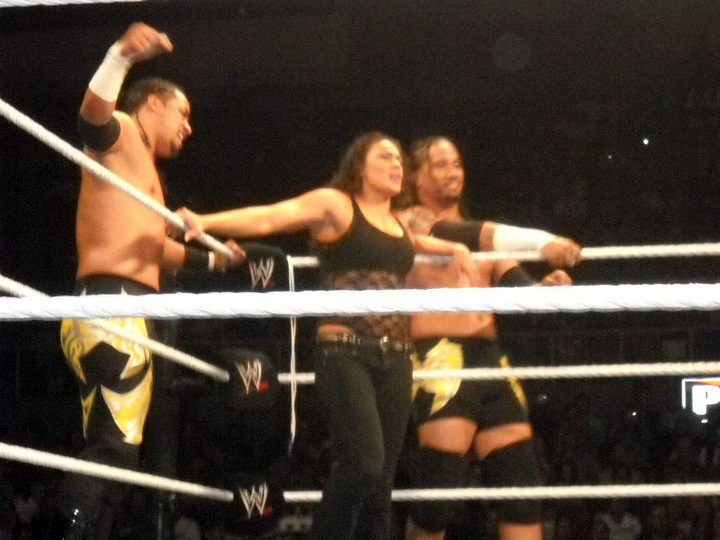
The Usos com Tamina em setembro de 2010

No episódio do Raw de 24 de maio de 2010, The Usos (com Jules agora lutando como Jey Uso) e Tamina fizeram sua estreia como vilões atacando os Campeões Unificados de Duplas da WWE, The Hart Dynasty (Tyson Kidd, David Hart Smith e Natalya). Depois que Tamina começou a gerenciar Santino Marella e Vladimir Kozlov, a dupla foi convocada para o SmackDown em 26 de abril de 2011, como parte do Draft Suplementar de 2011. The Usos começaram a realizar o Siva Tau, uma dança tradicional de guerra de Samoa, como parte da entrada no ringue, usando a dança para mostrar sua força e se energizar. Eles realizaram essa entrada até virarem vilões em 2016.

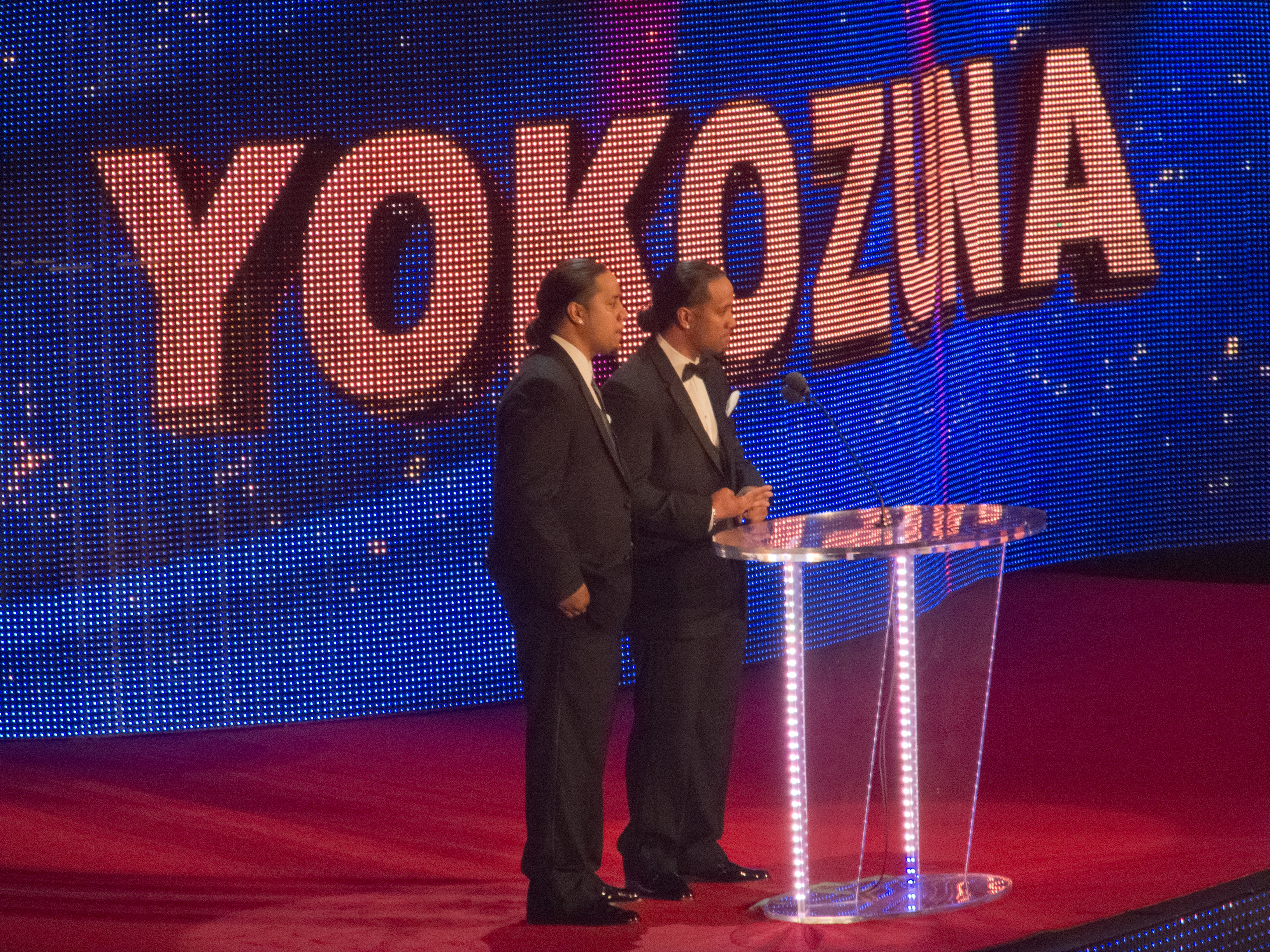
The Usos na cerimônia do Hall da Fama da WWE de 2012 apresentando seu primo Yokozuna

No episódio do Raw de 3 de junho, os Usos começaram a usar pintura facial semelhante à de seu falecido tio Eddie Fatu, também conhecido como Umaga, como forma de destacar ainda mais sua cultura samoana. Durante os meses seguintes, eles competiram pelo Campeonato de Duplas da WWE do The Shield. No Money in the Bank The Usos desafiaram Rollins e Reigns pelos títulos, mas não tiveram sucesso e participaram de uma luta de trios de duplas contra a equipe de Cody Rhodes e Goldust e The Shield no Hell in a Cell pay per view, que eles não conseguiram vencer.
Os Usos estiveram envolvidos na tradicional partida de eliminação do Survivor Series no Survivor Series, juntando-se a Rey Mysterio, Cody Rhodes e Goldust em uma derrota contra The Real Americans e The Shield. Após uma breve rivalidade contra The Wyatt Family, no início de 2014, The Usos entrou em uma seqüência de vitórias e passou a exigir uma luta pelo Campeonato de Duplas dos The New Age Outlaws. Eles receberam uma chance pelo título no Elimination Chamber PPV contra os Outlaws, mas mais uma vez não tiveram sucesso, mas ganharam os títulos no episódio de 3 de março do Raw. No pré-show da WrestleMania XXX, The Usos defenderam com sucesso seus títulos em uma luta Fatal Four Way de eliminação contra Ryback e Curtis Axel, The Real Americans e Los Matadores. Os Usos então retomaram a rivalidade com a Wyatt Family, retendo com sucesso os campeonatos contra Harper e Rowan no Money in the Bank e Battleground. Os Usos então perderam os títulos para Goldust e Stardust no Night of Champions, encerrando seu reinado em 202 dias.

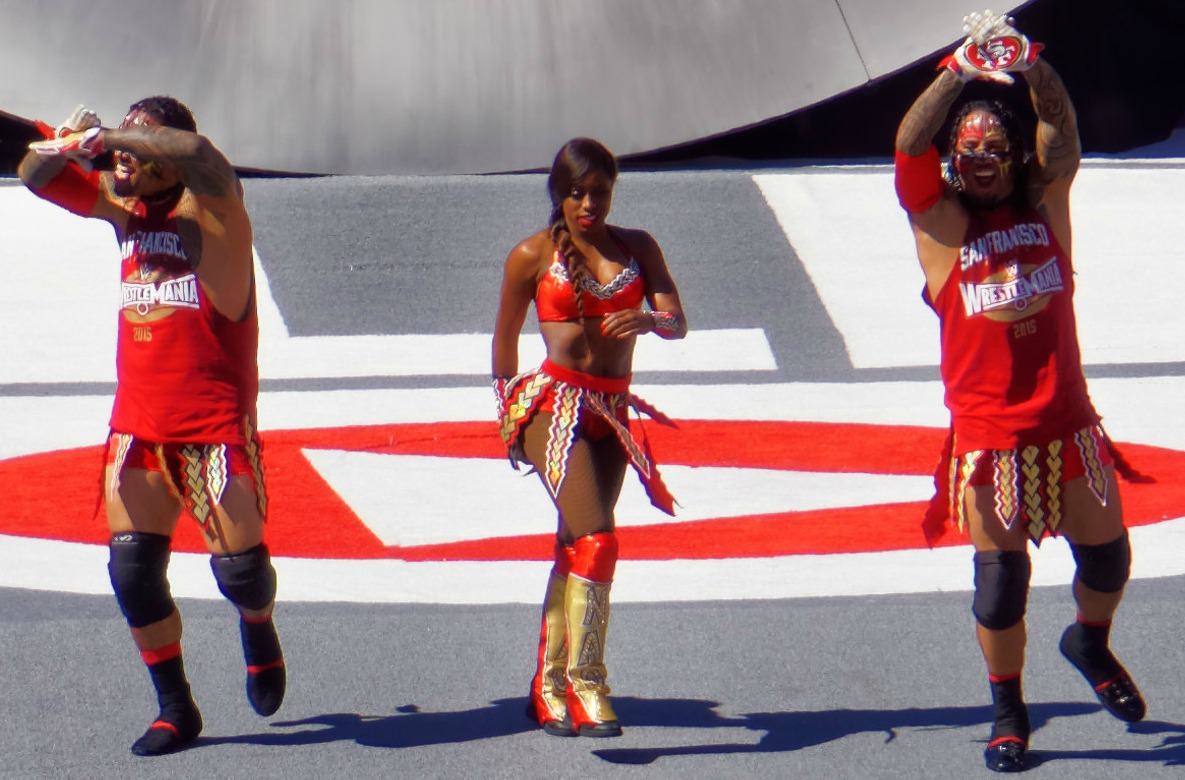
The Usos com Naomi fazendo sua entrada no ringue no pré-show da WrestleMania 31 em março de 2015

Na edição de 29 de dezembro do Raw, The Usos recapturou os títulos de The Miz e Damien Mizdow após rivalizar com eles pelas oportunidades de entretenimento de Naomi. No entanto, eles perderam os títulos no Fastlane contra Tyson Kidd e Cesaro. Apesar de conseguir uma revanche na noite seguinte no Raw, The Usos não recuperar os títulos devido à interferência de Natalya para uma vitória por DQ. Nas gravações do SmackDown de 9 de março, Jey Uso sofreu uma lesão legítima no ombro. No pré-show da WrestleMania 31, eles competiram na luta fatal-four-way de duplas, na qual perderam e Jey machucou ainda mais o ombro.
Depois que Jey Uso sofreu uma luxação anterior no ombro esquerdo, ele permaneceu fora da televisão WWE por cerca de seis meses. No episódio de 18 de abril do Main Event, Jimmy Uso derrotou Xavier Woods. Jimmy fez comentários enquanto Jey estava lesionado. No episódio de 12 de maio do Main Event, Jimmy Uso se juntou a Zack Ryder para enfrentar Luke Harper e Erick Rowan em uma derrota. Jimmy Uso voltou à ação no episódio de 10 de setembro do SmackDown, juntando-se a Roman Reigns e Dean Ambrose em uma dupla de seis homens contra The New Day (Big E, Kofi Kingston e Xavier Woods). Eles venceram por desqualificação depois que Jimmy foi atacado pela Wyatt Family (Bray Wyatt, Braun Strowman e Luke Harper).
Jey Uso retornou no episódio de 2 de novembro do Raw ao lado de seu irmão Jimmy como um retorno surpresa para se juntar a seu primo Roman Reigns Dean Ambrose e Ryback contra Seth Rollins, Kevin Owens e The New Day em uma luta de duplas de eliminação do Survivor Series Os Usos junto com Reigns, Ambrose e Ryback venceram a partida. No episódio do Raw de 30 de novembro, The Usos competiu em uma luta de duplas desafiante nº 1 contra Lucha Dragons, que terminou em dupla desqualificação quando The New Day atacou ambas as equipes. Mais tarde naquela noite, Stephanie McMahon disse aos Usos que eles seriam inseridos na luta pelo título de duplas no TLC pay-per-view se Roman Reigns derrotasse Sheamus durante a luta principal do show em 5 minutos e 15 segundos, que ele venceu. por desqualificação. No TLC, The Usos competiu, mas acabaram perdendo. Os Usos ganharam um Slammy Award no episódio do Raw de 21 de dezembro de "Dupla do Ano".
No Royal Rumble, The Usos desafiou sem sucesso The New Day pelo Campeonato de Duplas da WWE. Em fevereiro, The Usos entraram em uma rivalidade com os Dudley Boyz depois que eles colocaram The Usos nas mesas após derrotar The New Day e Mark Henry em uma luta de mesas de duplas de 8 homens. No show inicial da WrestleMania 32, The Usos derrotaram The Dudley Boyz, mas na noite seguinte no Raw, eles foram derrotados pelos Dudleys em uma partida de mesa. No episódio do Raw de 11 de abril, The Usos derrotaram The Social Outcasts na primeira rodada de um torneio de duplas. Após a partida, eles foram atacados por Luke Gallows e Karl Anderson. Na semana seguinte no Raw, The Usos perderam para The Vaudevillains na rodada semifinal. No episódio de 2 de maio do Raw, The Usos e Roman Reigns foram derrotados por AJ Styles, Gallows e Anderson em uma luta de seis homens quando Styles derrotou Jey Uso. No Extreme Rules, os Usos foram derrotados por Gallows e Anderson em uma luta Texas Tornado. Mais tarde naquela noite, eles ajudaram Roman Reigns a manter o título no evento principal.

#### Domínio na divisão de duplas (2016–2020)
Em 19 de julho, no draft da WWE de 2016, The Usos foram convocados para o SmackDown trabalhando nos pré-shows do Battleground e do SummerSlam. Então, eles entraram em um torneio de 8 duplas para determinar os detentores inaugurais do Campeonato de Duplas do SmackDown. No episódio de 6 de setembro do SmackDown, os Usos viraram vilões pela primeira vez desde 2011, quando atacaram American Alpha depois de perder para eles em 28 segundos nas semifinais. No Backlash, os Usos derrotaram os Hype Bros antes de enfrentar Heath Slater e Rhyno nas finais do torneio, mas foram derrotados. Os Usos enfrentaram os novos campeões no No Mercy, onde foram derrotados novamente. Como parte de sua virada de calcanhar, eles começaram um truque de rua e bandido. Os Usos participaram de uma luta 5 contra 5 Survivor Series de duplas de eliminação no Survivor Series, onde perderam para Cesaro e Sheamus do Time Raw. Os Usos reacenderiam sua rivalidade com o American Alpha após o Elimination Chamber depois de atacarem o American Alpha.
No episódio de 21 de março de 2017 do SmackDown, The Usos derrotaram American Alpha para ganhar o Campeonato de Duplas do SmackDown, tornando-se o primeiro time a vencer o Raw (anteriormente Campeonato de Duplas da WWE) e o Campeonato de Duplas do SmackDown. No episódio de 11 de abril do SmackDown Live, The Usos tiveram sucesso em sua primeira defesa de título ao derrotar American Alpha em uma revanche, encerrando a rivalidade. Eles mantiveram os títulos no Backlash contra Breezango (Tyler Breeze e Fandango) e Money in the Bank contra The New Day, mas os perderam no Battleground para The New Day, encerrando seu reinado de 124 dias. Em 20 de agosto, no pré-show do SummerSlam, The Usos derrotou The New Day para recapturar os títulos. Seu reinado terminou no episódio de 12 de setembro do SmackDown Live depois que eles perderam para o The New Day em uma Sin City Street Fight, mas recuperaram no Hell in a Cell. No episódio de 10 de outubro do SmackDown Live, The Usos afirmaram que tinham respeito pelo The New Day, tornando-se novamente os favoritos dos fãs.
No Survivor Series, eles derrotaram os Campeões de Duplas do Raw Cesaro e Sheamus em uma luta interbrand Champion vs Champion. No Clash of Champions, The Usos manteve o título em uma luta fatal four-way de duplas contra Chad Gable e Shelton Benjamin, The New Day (Big E e Kofi Kingston) e Rusev e Aiden English. No Royal Rumble, os Usos mantiveram os títulos contra Gable e Benjamin em uma partida de duas de três quedas, vencendo por 2–0. Eles renovariam sua rivalidade com o New Day, culminando em uma luta pelo título no Fastlane, que terminaria em no-contest devido à interferência dos The Bludgeon Brothers. Na WrestleMania 34, The Usos lutou no card principal da WrestleMania pela primeira vez, onde defenderam os títulos contra The New Day e The Bludgeon Brothers em uma luta de trios de duplas, mas The Usos perderam os cinturões para The Bludgeon Brothers após Harper derrotoar Kofi Kingston. Isso encerrou seu reinado em 182 dias, estabelecendo um recorde para o reinado mais longo do Campeonato de Duplas do SmackDown. No SmackDown após a WrestleMania, The Usos derrotaria o New Day para ganhar uma revanche contra os Bludgeon Brothers pelo Campeonato de Duplas do SmackDown no Greatest Royal Rumble. No evento de 27 de abril, os Usos foram derrotados quando Rowan derrotou Jey Uso.

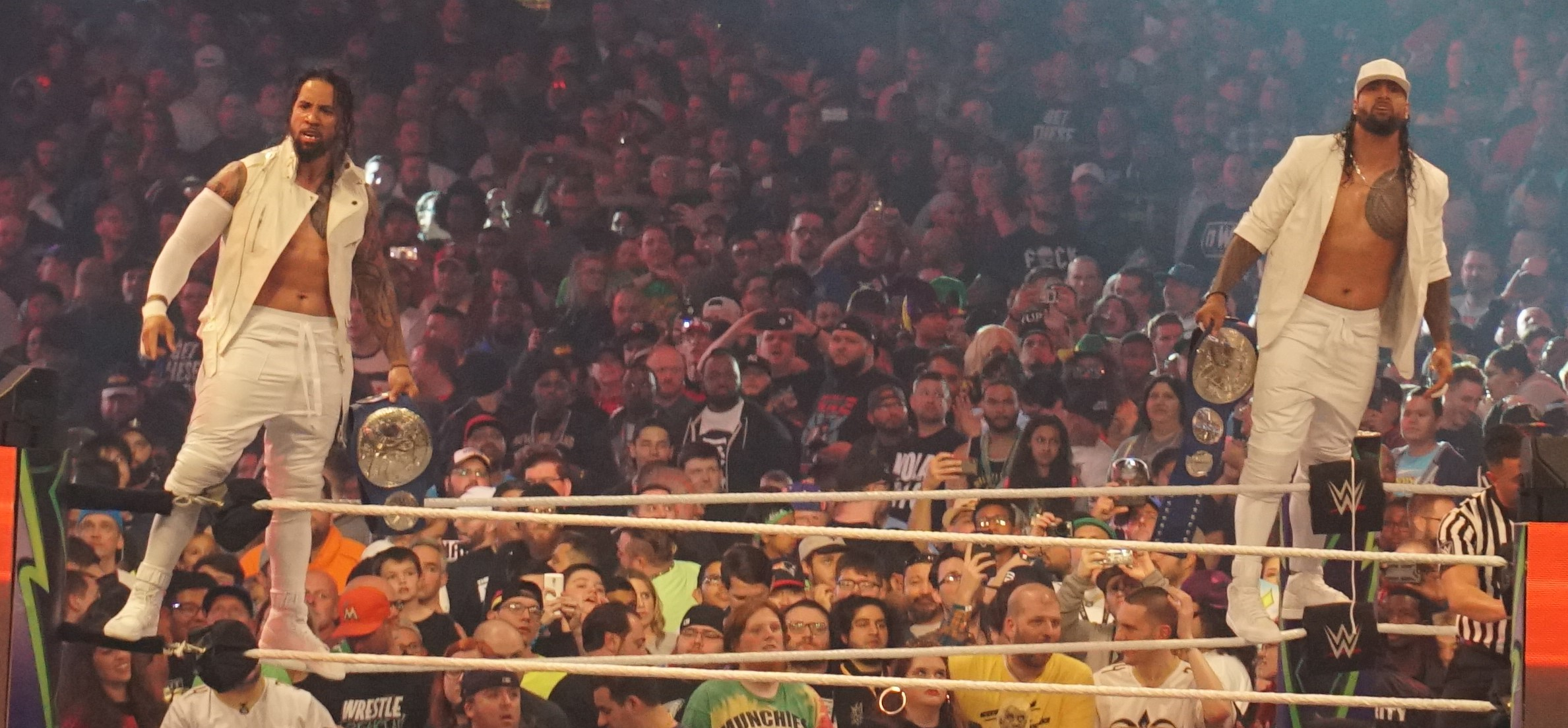
The Usos como Campeões de Duplas do SmackDown na WrestleMania 35.

No episódio de 22 de maio do SmackDown, The Usos tentaram ganhar outra luta pelo título no Money in the Bank, mas foram derrotados por Luke Gallows e Karl Anderson. Após a derrota, os Usos começaram a não conseguir ganhar inúmeras oportunidades de título, incluindo uma luta de duplas contra o retorno do Team Hell No (Daniel Bryan e Kane) no episódio de 3 de julho do SmackDown e perdendo na primeira rodada de um torneio de desafiante número um. para The Bar (Cesaro e Sheamus) no episódio de 31 de julho do SmackDown. Depois de meses pisando na divisão, os Usos começaram a ganhar impulso, começando com o Survivor Series, onde eles, como capitães do Time SmackDown, emergiram da partida 10-contra-10 do Survivor Series como os únicos sobreviventes, dando ao SmackDown sua única vitória sobre Raw. Eles desafiariam The Bar pelo Campeonato de Duplas do SmackDown em uma luta de trios, que também incluiu o New Day no TLC, mas não conseguiram conquistar os títulos.
No episódio de 29 de janeiro de 2019 do SmackDown, eles derrotaram The Bar, The New Day e a nova dupla do SmackDown Heavy Machinery (Otis e Tucker) para conseguir uma luta pelo Campeonato de Duplas do SmackDown no Elimination Chamber, onde derrotaram Shane McMahon e The Miz, ganhando os títulos pela quarta vez. No episódio de 26 de março do SmackDown, os Usos participaram de uma luta duplas gauntlet na qual perderam para ex-rivais de longa data o New Day como uma demonstração de respeito e para ajudar Kofi Kingston a ganhar uma luta pelo Campeonato da WWE na WrestleMania. Como punição no enredo por seu feito, eles foram escalados para defender os títulos contra The Bar, Aleister Black e Ricochet, e Shinsuke Nakamura e Rusev em um Fatal 4-Way na WrestleMania 35, onde eles reteriam. Dois dias depois, no episódio de 9 de abril do SmackDown, The Usos perdeu os títulos para Hardy Boyz.
Como parte do WWE Superstar Shake-up de 2019, os Usos foram transferidos para a marca Raw. Eles entraram em uma rivalidade com The Revival (Dash Wilder e Scott Dawson) no Raw, enquanto também entraram em uma rivalidade com Daniel Bryan e Rowan no SmackDown, graças à nova regra Wild Card da WWE. No episódio de 7 de maio do SmackDown Live, eles não conseguiram recuperar o Campeonato de Duplas do SmackDown de Bryan e Rowan. No Money in the Bank, eles derrotaram Bryan e Rowan em uma luta sem título. Eles continuam sua rivalidade com o The Revival, onde os dois times trocariam vitórias entre si. No episódio do Raw de 10 de junho, tanto The Usos quanto The Revival competiram em uma luta de trios pelo Campeonato de Duplas do Raw contra os campeões Curt Hawkins e Zack Ryder, que The Revival venceu. No Extreme Rules, The Usos desafiou The Revival pelos títulos, onde não tiveram sucesso. Após a prisão de Jimmy por DUI, a dupla ficaria fora da televisão pelo resto do ano.

#### "Nobody's Bitch" e The Bloodline (2020–2023)
No episódio do SmackDown de 3 de janeiro de 2020, The Usos fez um retorno surpresa mais uma vez como parte da marca SmackDown, ajudando Roman Reigns em um ataque de King Corbin e Dolph Ziggler. Os Usos então desafiaram pelo Campeonato de Duplas do SmackDown no Elimination Chamber e na WrestleMania 36, onde não tiveram sucesso novamente. Durante a luta na WrestleMania, Jimmy sofreu uma lesão legítima no joelho, deixando-o fora do ringue por tempo indeterminado.
No episódio de 4 de setembro do SmackDown, depois que Big E foi atacado e ferido em um enredo, Jey tomou o lugar de Big E em uma luta fatal 4-way contra Matt Riddle, King Corbin e Sheamus, onde o vencedor ganharia uma luta pelo Campeonato Universal no Clash of Champions contra Roman Reigns, que virou heel recentemente. Jey venceu ao derrotar Riddle para ganhar a primeira oportunidade de campeonato de simples de sua carreira. Ele foi derrotado no Clash of Champions quando Jimmy apareceu e jogou uma toalha em nome de Jey. Jey então recebeu uma revanche no Hell in a Cell em uma luta "I Quit" Hell in a Cell, mas perdeu novamente. Depois de Hell in a Cell, Jey se alinhou com Roman Reigns, virando vilão no processo. Em 9 de abril de 2021, edição especial da WrestleMania do SmackDown, Jey venceu o Andre the Giant Memorial Battle Royal. Isso marcou o primeiro grande prêmio individual de Jey na WWE.

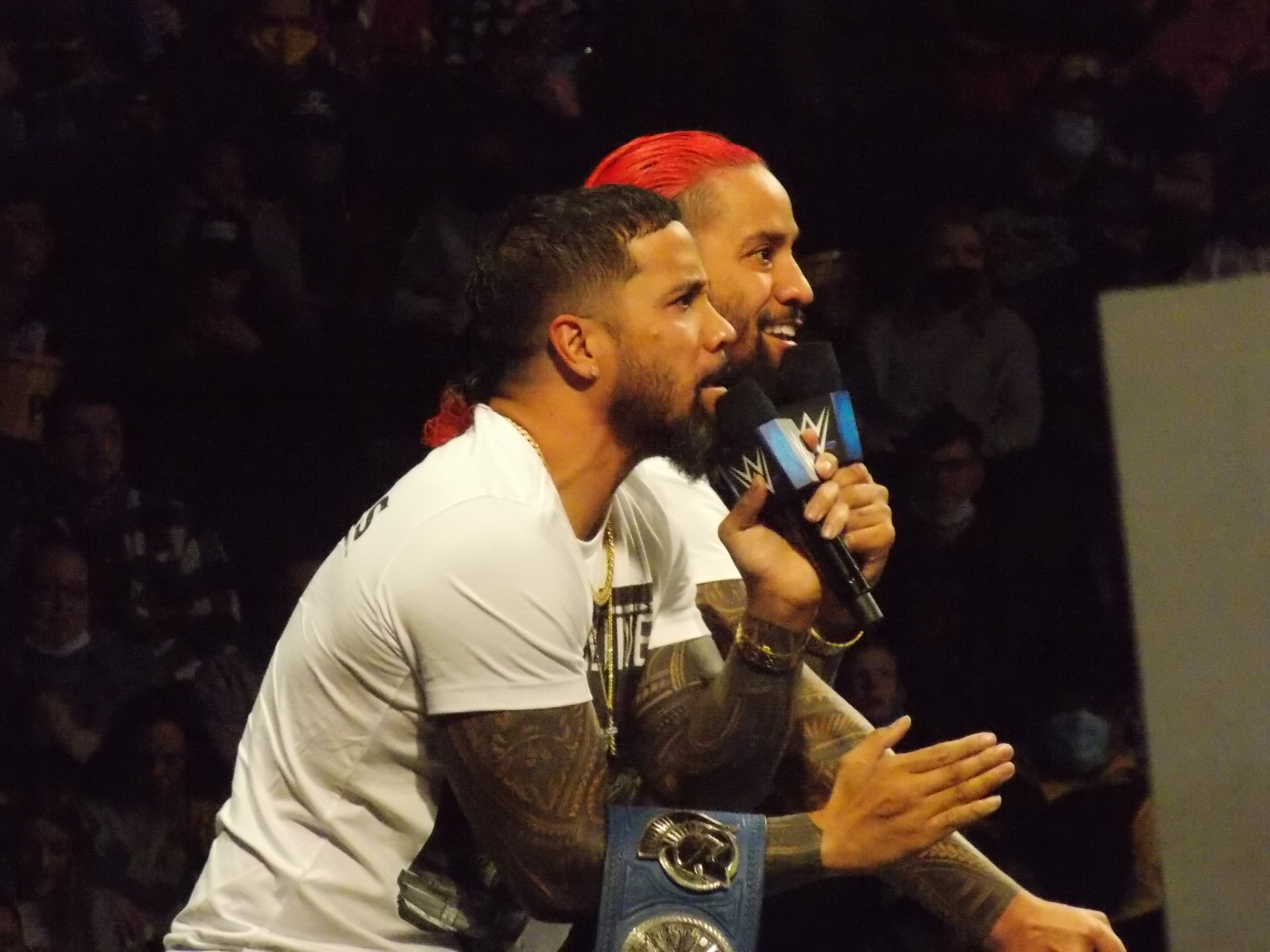
The Usos em 2022.

Depois que Jimmy voltou de uma lesão no episódio de 7 de maio do SmackDown, houve um conflito inicial entre The Usos e Reigns antes de todos se reconciliarem e formarem uma facção, com Jimmy se tornando um vilão no processo. Durante o pré-show do Money in the Bank Kickoff em 18 de julho, The Usos conseguiu capturar seu quinto Campeonato de Duplas do SmackDown de The Mysterios (Rey e Dominik). No SummerSlam, The Usos derrotariam The Mysterios em uma revanche para reter os títulos.
Em 16 de janeiro de 2022, eles quebraram seu recorde anterior de 182 dias como Campeôes de Duplas do SmackDown por mais tempo. Na WrestleMania 38, The Usos derrotaram Shinsuke Nakamura e Rick Boogs para manter o campeonato. No WrestleMania Backlash, The Usos e Reigns derrotaram RK-Bro (Randy Orton e Riddle) e Drew McIntyre em uma luta de duplas de seis homens. No episódio de 20 de maio do SmackDown, eles, com interferência externa de Reigns, derrotaram RK-Bro para ganhar o Campeonato de Duplas do Raw, tornando-se os Campeões Indiscutíveis de Duplas da WWE. Isso deu aos Usos seu terceiro reinado como Campeões de Duplas do Raw (e o primeiro reinado com o título desde 2014) e fez deles o primeiro time a deter os títulos Raw e SmackDown simultaneamente. No Money in the Bank, The Usos mantiveram seus títulos indiscutíveis contra The Street Profits de forma controversa, com The Usos vencendo por pinfall, apesar do ombro de Montez Ford estar fora do tatame. Uma revanche entre as equipes foi marcada para o SummerSlam com um árbitro convidado especial, mais tarde revelado ser Jeff Jarrett.
Em 18 de julho, The Usos ultrapassou a marca de 365 dias como Campeões de Duplas do SmackDown, tornando-se o primeiro time a deter os títulos por um reinado contínuo de um ano inteiro. No SummerSlam, The Usos se manteve com sucesso contra The Street Profits. No Crown Jewel em 5 de novembro, The Usos manteve com sucesso os títulos contra The Brawling Brutes (Butch e Ridge Holland). No episódio de 11 de novembro do SmackDown, eles mantiveram seus campeonatos contra The New Day (Kofi Kingston e Xavier Woods), garantindo assim que se tornariam os campeões masculinos de duplas com o reinado mais longo no elenco principal da WWE, um recorde anteriormente estabelecido pelo The New Day. aos 483 dias. Em 14 de novembro de 2022, The Usos quebrou oficialmente o recorde do The New Day para campeonatos de duplas do elenco principal e, em 28 de novembro, eles quebraram o recorde de Gallus de 497 dias com o Campeonato de Duplas do NXT UK para se tornar a dupla masculina com o reinado mais longo como campeões da história da WWE, independentemente do status de campeonato ou escalação. No Survivor Series WarGames em 26 de novembro, The Bloodline (The Usos, Roman Reigns, Solo Sikoa e Sami Zayn) derrotaram The Brawling Brutes, Drew McIntyre e Kevin Owens em uma partida de WarGames.
As tensões entre The Usos e Zayn ressurgiram nas semanas seguintes. Depois que Reigns manteve o Campeonato Indiscutível Universal da WWE no Royal Rumble contra Kevin Owens, os Usos derrotaram Owens e algemaram-no nas cordas do ringue. Depois de se recusar a bater em Owens, Zayn bateu em Reigns com uma cadeira de aço, virando herói. Jimmy, Sikoa e Reigns atacaram Zayn enquanto Jey observava e eventualmente deixou o ringue enojado. Após o evento, Jey declarou no Instagram que "ele está fora" e não apareceu no episódio seguinte do SmackDown. Jey apareceria no episódio de 10 de fevereiro do SmackDown para reter o Campeonato de Duplas do SmackDown com Jimmy contra Braun Strowman e Ricochet. Antes do episódio terminar, Reigns, através de Heyman, informou aos Usos para ficarem em casa para o episódio da semana seguinte do SmackDown e Elimination Chamber no Canadá. O objetivo era anular os Usos, já que eles podem não conseguir entrar no Canadá devido ao seu histórico de DUI, onde as acusações de DUI são levadas mais a sério lá. No entanto, Jimmy estaria presente no evento para ajudar Reigns a manter seu campeonato, e Jey apareceria para evitar que Reigns acertasse Zayn com uma cadeira, o que falhou.
No episódio do Raw de 6 de março, Jey apareceu no meio da multidão durante a partida de Jimmy contra Zayn, que Jimmy perdeu. Após a luta, Jey abraçou Zayn e depois deu um Superkick neste último, afirmando a lealdade de Jey ao The Bloodline. Os Usos e Sikoa então atacaram Zayn antes de Cody Rhodes sair correndo para salvar Zayn. No episódio do Raw de 20 de março, Owens e Zayn reunidos desafiaram The Usos pelo Campeonato Indiscutíveis de Duplas da WWE na WrestleMania 39, que The Usos aceitaram. Na primeira noite do evento de 1º de abril, os Usos participaram do evento principal da WrestleMania pela primeira vez em suas carreiras, onde perderam os títulos para Owens e Zayn, encerrando assim seu reinado no Raw em 316 dias e seu reinado recorde no SmackDown em 622 dias. Esta partida também marcou a primeira vez que uma luta de duplas no evento principal da WrestleMania desde seu show inaugural. A partida foi avaliada com cinco estrelas por Dave Meltzer e se tornou a oitava partida do elenco principal da WWE a receber cinco estrelas e a primeira na carreira dos Usos a receber tal classificação. Após a derrota, Reigns começou a ignorá-los e a depender de Sikoa, com Reigns se inserindo e Sikoa em uma luta pelo título no Night of Champions. Eles não conseguiram conquistar o Campeonato Indiscutíveis de Duplas da WWE em sua revanche contra Owens e Zayn no episódio de 28 de abril do SmackDown.

#### Nasceu um Rei (2023–presente)
No Night of Champions, Jimmy virou herói no processo, depois que ele e Jey custaram a Reigns e Sikoa a luta pelo Campeonato Indiscutíveis de Duplas da WWE, com Jimmy dando um superkick em Reigns por maltratá-los. Jimmy foi oficialmente excomungado do The Bloodline por suas ações no Night of Champions no episódio de 2 de junho do SmackDown durante a celebração dos 1.000 dias do Campeão Universal de Reigns. No episódio de 9 de junho do SmackDown, Jey teve uma oportunidade de Campeonato dos Estados Unidos contra Austin Theory por Heyman para induzi-lo a deixar Jimmy, mas perdeu a luta depois que Jimmy ao salvar Jey de Pretty Deadly, atacou Jey por engano enquanto mirava em Sikoa, que tentou para atacar Jimmy. No episódio da semana seguinte do SmackDown, Jey decidiu ficar do lado de Jimmy e deixou The Bloodline chutando Reigns, virando herói no processo. Os Usos então deram um superchute em Sikoa e Reigns. No Money in the Bank, The Usos derrotaram Reigns e Sikoa em uma luta de duplas "Bloodline Civil War" com Jey derrotando Reigns. Esta é a primeira derrota direta de Reigns desde dezembro de 2019 no TLC: Tables, Ladders & Chairs.
No SummerSlam, Jimmy parecia ter se voltado contra Jey, puxando-o para fora do ringue enquanto ele tentava imobilizar Reigns e deu um superchute nele, permitindo que Reigns derrotasse Jey para manter seu título e permanecer como Chefe Tribal, virando vilão mais uma vez no processo. No entanto, no episódio de 11 de agosto do SmackDown, ele explicou que o motivo de suas ações foi o medo de que se Jey tivesse se tornado o novo Chefe Tribal, o poder o teria corrompido. Jey respondeu dando superchutes em Reigns, Sikoa e, finalmente, Jimmy. Posteriormente, ele declarou que estava deixando a WWE. No episódio de 1º de setembro do SmackDown, Jimmy confrontou John Cena com uma nova música tema, apenas para obter um Attitude Adjustment de Cena. Mais tarde naquela noite, ele ajudou Solo Sikoa em sua luta contra AJ Styles, provocando um possível reencontro com The Bloodline, cimentando sua virada de personagem. No Fastlane em 7 de outubro, Jimmy e Sikoa perderam para Cena e LA Knight em uma luta de duplas. No episódio do Raw de 16 de outubro, Jimmy atacou Jey, ajudando The Judgment Day (Finn Bálor e Damian Priest) a ganhar o Campeonato Indiscutíveis de Duplas da WWE de Jey e Cody Rhodes. Jimmy competiu na partida Royal Rumble de 2024 chegando em segundo lugar, enquanto seu irmão Jey chegou em primeiro lugar com duração de 34 minutos até ser eliminado por Bron Breakker. Em 19 de fevereiro, ele novamente custou a Jey outra luta pelo título quando enfrentou Gunther pelo Campeonato Intercontinental.

## Outras mídias
Ele estrelou o primeiro episódio de Outside the Ring, onde ele e seu irmão, Jey Uso, prepararam um tradicional churrasco de Samoa.
Jimmy fez sua estreia no videogame no WWE '13 como um DLC. The Usos não estavam no WWE 2K14, mas retornaram no WWE 2K15, e continuaram a aparecer no WWE 2K16, WWE 2K17, WWE 2K18, WWE 2K19, WWE 2K20, WWE 2K22, WWE 2K23 e WWE 2K24. Ele também apareceu sem créditos em Countdown com Dolph Ziggler, Roman Reigns e Big Show e seu irmão Jey Uso, bem como no filme de animação The Jetsons & WWE: Robo-WrestleMania!, no qual desempenhou o papel de Usobots.

## Vida pessoal
Fatu é filho do Hall da Fama da WWE Solofa Fatu (Rikishi) e membro da família Anoa'i. Ele frequentou a Escola Secundária de Escâmbia em Pensacola, Flórida. onde jogou futebol. Ele continuou sua carreira no futebol na Universidade do Oeste do Alabama com seu irmão Jey, onde ambos jogaram como linebacker. Jimmy jogou uma temporada (2003).
Fatu se casou com a colega lutadora e namorada de longa data Trinity McCray (Naomi) em 16 de janeiro de 2014. Ela também é madrasta dos dois filhos de Jimmy, Jayla e Jaidan.

## Questões legais
Fatu foi preso em 29 de setembro de 2011, no condado de Hillsborough, Flórida, e acusado de DUI. Um policial observou Fatu por volta das 3h da manhã (horário de Brasília) dirigindo na contramão em uma rua de mão única. O policial parou Fatu e fez-lhe um teste de sobriedade, no qual Fatu falhou. Fatu também recebeu um bafômetro e explodiu 0,18, o dobro do limite legal no estado da Flórida. Fatu foi condenado e sentenciado a liberdade condicional. Em 13 de março de 2013, Fatu foi preso por violar sua liberdade condicional ao dirigir com carteira suspensa.
Em 14 de fevereiro de 2019, Fatu foi preso em Detroit, Michigan, após uma disputa com policiais quando ele, Joshua e o veículo alugado Dodge Journey de Trinity Fatu foram parados enquanto dirigiam na contramão em uma rua de mão única. A polícia afirma que quando se aproximou do veículo sentiu cheiro de álcool vindo de dentro. Os policiais então solicitaram que Trinity, o motorista, saísse do SUV para que pudessem falar com ela. Os policiais então alegaram que Jonathan Fatu, cônjuge de Trinity, saiu do veículo enquanto os policiais falavam com Trinity e tirou a camisa, depois começou a caminhar em direção aos policiais, fazendo com que um dos policiais sacasse seu taser. No entanto, a situação foi rapidamente acalmada e Fatu foi preso e acusado de conduta desordeira e obstrução da justiça. Em março de 2019, foi revelado que o advogado de Fatu fechou um acordo judicial com os promotores e, de acordo com as condições do acordo, Fatu não contestou a interferência com um funcionário do governo e foi condenado a pagar uma multa de US$ 450.
Nas primeiras horas da manhã de 25 de julho de 2019, Fatu foi novamente preso, desta vez perto de Pensacola, Flórida, e acusado de DUI. Ele foi levado sob custódia e autuado no centro penitenciário do condado de Escambia aproximadamente às 3h. CDT. Fatu foi posteriormente libertado da custódia sob fiança de US$ 1.000 e deveria comparecer ao tribunal em 15 de agosto. Fatu foi considerado inocente por um júri do condado de Escambia sob a acusação de DUI após um julgamento concluído em 18 de dezembro de 2019.
Em 5 de julho de 2021, Fatu foi preso após ser parado aproximadamente às 22h35 CDT em Pensacola. Os policiais afirmam que Fatu ultrapassou o sinal vermelho depois que o cronometraram indo a 50 em uma zona de 35 MPH. Eles administraram um bafômetro e a alcoolemia de Fatu voltou a 0,202 e 0,205, bem acima do limite legal da Flórida de 0,08. Fatu foi autuado por contravenção por dirigir embriagado, juntamente com citações por excesso de velocidade e ultrapassagem do sinal vermelho. A fiança foi fixada em US$ 500.
Como resultado das acusações, ele e seu irmão, Joshua, foram geralmente impedidos de entrar no Canadá; eles receberam permissão especial para entrar no país em fevereiro de 2023 para o evento Elimination Chamber em Montreal.

## Campeonatos e conquistas
- CBS Sports
  - Dupla do Ano (2018) com Jey Uso[105]
- ESPN

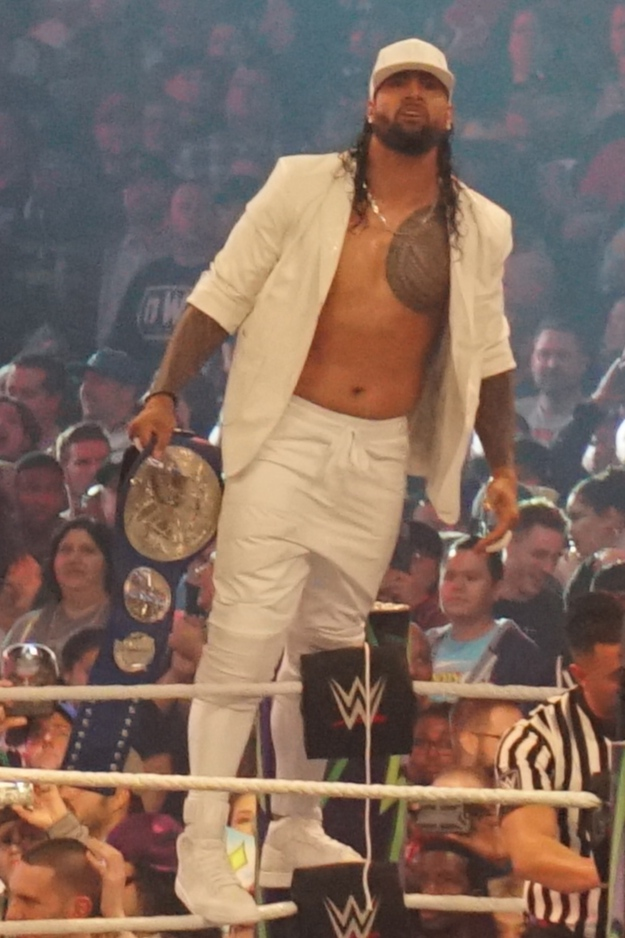
Jimmy Uso é oito vezes campeão de duplas na WWE.

  - Melhor enredo do ano (2022) parte do The Bloodline[106]
  - Dupla do Ano (2022) com Jey Uso[106]
- Florida Championship Wrestling
  - Campeonato de Duplas da Flórida da FCW (1 vez) – com Jey Uso
- New York Post
  - Enredo do ano (2022) – parte do The Bloodline[107]
- Pro Wrestling Illustrated
  - Facção do Ano (2022) – com The Bloodline
  - Dupla do Ano (2014) com Jey Uso[108]
  - Classificado em 25º lugar entre os 500 melhores lutadores individuais no PWI 500 em 2014[109]
  - Classificado em primeiro lugar entre os 50 melhores Duplas no PWI Tag Team 50 em 2022 – com Jey Uso[110]
- Rolling Stone
  - Dupla do Ano (2017) – com Jey Uso[111]
- Wrestling Observer Newsletter
  - Rivalidade do Ano (2023) como parte de The Bloodline vs. Kevin Owens e Sami Zayn[112]
- WWE
  - Campeonato de Duplas do Raw da WWE[a] (3 vezes) – com Jey Uso[113]
  - Campeonato de Duplas do SmackDown da WWE (5 vezes) – com Jey Uso[114]
  - Slammy Award (2 vezes)
    - Dupla do Ano (2014, 2015) – com Jey Uso[115][116]